# Rinofima
El rinofima es una enfermedad que afecta a la piel de la nariz y se considera como una manifestación severa de rosácea. Su nombre deriva de los términos rino (nariz) y fima (crecimiento). Se caracteriza por un engrosamiento deformante y progresivo de la piel que cubre la nariz con oclusión de las glándulas sebáceas y formación de pequeños quistes en la zona. No se sabe con certeza su causa, aunque se han propuesto diversas teorías y se ha asociado a varios factores, entre ellos consumo de alcohol, procesos infecciosos y estrés. Aparece con más frecuencia en hombres de raza caucásica entre los 50 y 70 años y cursa de forma crónica.

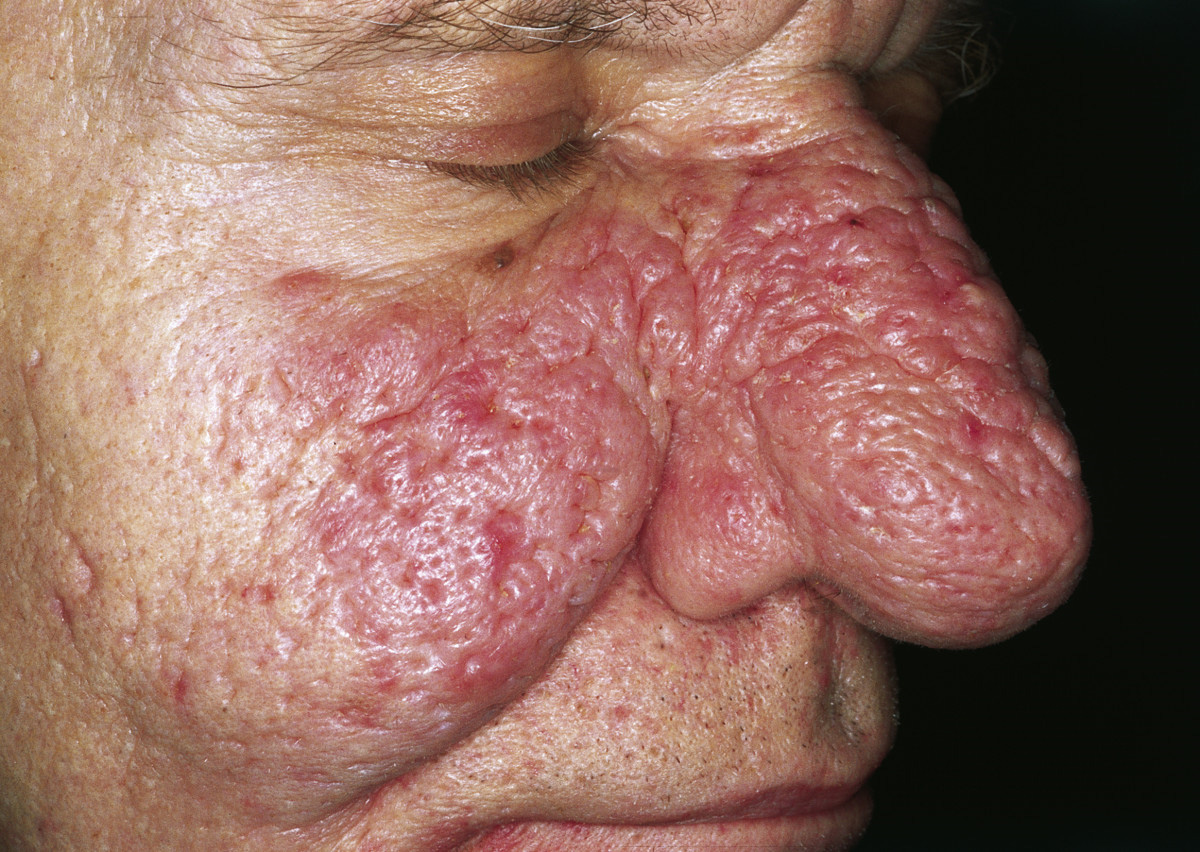
Rinofima

## Rinofima y rosácea
El rinofima es un subtipo de rosácea, por lo que se clasifica como rosácea tipo III (rosácea fimatosa), sin embargo algunos autores lo consideran como una entidad independiente.

## Etiología
Aunque se han propuesto diversos factores que pueden contribuir a la aparición o agravamiento de la enfermedad, la causa exacta que la origina es desconocida. Se cree que puede existir una predispocisión genética y factores agravantes, entre ellos la exposición a la luz solar el calor o el frío, consumo de alcohol, utilización de cremas con corticoesteroides e infección cutánea.

## Descripción
La piel de la nariz adopta un aspecto enrojecido con engrosamiento cutáneo, telangiectasias y lesiones noduloquísticas irregulares con folículos dilatados que en ocasiones se taponan por sebo. Existen formas leves en la que solamente existen telangiectasias y engrosamiento de la dermis, formas moderadas con nódulos pequeños y casos severos con nodularidad masiva y deformación nasal.

## Tratamiento
El tratamiento del rinofima es muy variable, dependiendo de la edad, gravedad de la afección y existencia de complicaciones. Debe evitarse la automedicación y la aplicación de tratamientos sin supervisión médica. En los casos leves o moderados se utiliza el tratamiento tópico con cremas o lociones, en los procesos graves puede ser necesaria la cirugía para eliminar el tejido excedente.